# 동거남녀
동거남녀(同居蜜友)는 2001년에 개봉한 홍콩의 영화이다.

## KBS 성우진 (2004년 9월 11일)
- 김일 - 통재(양조위)
- 함수정 - 샤우통(정수문)
- 이용순 - 민디(주려기)
- 임수아 - 엄마
- 온영삼 - 아빠
- 김우정 - 남동생
- 장호비 - 친구
- 이주원 - 변호사
- 손선근 - 사장
- 전유정 - 샤우통 친구
- 정현경 - 여동생
- 은미 - 이매
- 김혜주 - 여직원